# Durmitta
Durmitta era una ciutat hitita a l'est de Kanish que va passar a mans dels kashka cap a l'any 1300 aC.
Des d'aquesta ciutat els kashka van atacar la comarca de Tuhuppiya. Muwatallis II va refusar fer campanya a la zona i va deixar la feina en mans de son germà Hattusilis, al que havia nomenat rei vassall d'Hakpis, regne on va incloure aquesta ciutat. Hattusilis la va restaurar i poblar entre deu i quinze anys després de la creació del regne.